# نیشی‌کاتسورا
نیشی‌کاتسورا (به لاتین: Nishikatsura) یک منطقهٔ مسکونی در ژاپن است که در Minamitsuru District واقع شده‌است. نیشی‌کاتسورا ۱۵٫۲۲ کیلومترمربع مساحت و ۴٬۲۷۰ نفر جمعیت دارد.